# Azerbeidzjan op de Olympische Jeugdzomerspelen 2010
Azerbeidzjan nam deel aan de Olympische Jeugdzomerspelen 2010 in Singapore, de eerste editie van de Olympische Jeugdspelen.

## Medailleoverzicht
| Sport         | Olympiër           | Discipline                    | Medaille |
| ------------- | ------------------ | ----------------------------- | -------- |
| Gewichtheffen | Nijat Rahononv     | tot 69 kg (m)                 | Goud     |
| Worstelen     | Murad Bazanov      | grieks-romeins, tot 42 kg (m) | Goud     |
| Worstelen     | Elman Mukhtarov    | grieks-gomeins, tot 50 kg (m) | Goud     |
| Worstelen     | Ali Magomedabirov  | vrije stijl, tot 100 kg (m)   | Goud     |
| Worstelen     | Patimat Bagomedova | vrije stijl, tot 52 kg (v)    | Goud     |
| Boksen        | Salman Alizada     | lichtvlieggewicht (-48 kg)    | Zilver   |
| Boksen        | Elvin Isayev       | vedergewicht (-57 kg)         | Zilver   |
| Worstelen     | Kanan Guluyev      | vrije stijl, tot 54 kg (m)    | Zilver   |

## Deelnemers en resultaten
(m) = mannen, (v) = vrouwen 

### Boksen
| Olympiër            | Discipline                        | Resultaat | Prestatie |
| ------------------- | --------------------------------- | --------- | --- |
| Salman Alizade      | lichtvlieggewicht (tot 48 kg) (m) | Zilver    | HF: won van SIN Mohd Hamid (rsc 2r) 1e/2e plaats: verloor van IRL Ryan Burnett (6-13)                                        |
| Shaban Shahpelenjov | vlieggewicht (tot 51 kg) (m)      | 6e        | 1R: EGY Hesham Abdelaal (4-8) 5e/6e plaats: verloor van RUS Vasily Vetkin (rsc 2r)                                           |
| Elvin Isayev        | vedergewicht (tot 57 kg) (m)      | Zilver    | 1R: won van MGL Anand Dashdorj (13-2) HF: won van VEN Fradimil Macayo (10-6) 1e/2e plaats: verloor van GER Artur Bril (4-11) |

### Gewichtheffen
| Olympiër      | Discipline    | Resultaat | Prestatie                          |
| ------------- | ------------- | --------- | ---------------------------------- |
| Nijat Rahimov | tot 69 kg (m) | Goud      | 295 kg (trekken: 134, stoten: 161) |

### Judo
| Olympiër                   | Discipline    | Resultaat           | Prestatie |
| -------------------------- | ------------- | ------------------- | --- |
| Jalil Jalilov              | tot 66 kg (m) | 4e ronde herkansing | 2R: won van AND Patrik Ferreira Martins 3R: verloor van USA Maxamillian Schneider 4R herkansing: verloor van DEN Phuc Cai |
| Jalil Jalilov team München | tot 66 kg (m) | gemengd team        | 1R: 3-4 team Essen verloor van COD Daryl Lokuku Ngambomo                                                                  |

### Kanovaren
| Olympiër        | Discipline       | Resultaat | Prestatie |
| --------------- | ---------------- | --------- | --- |
| Radoslav Kutsev | C1 slalom (m)    | 6e        | tijdkwalificatie: 1.49,89 (9e) 1R: 1.48,33 won van MDA Alexandru Tiganu (1.51,08) 3R: 1.55,97 verloor van MEX Pedro Casaneda (1.49,45) 4R: 1.52,31 verloor van CUB Osvaldo Sacerio Cardenas (1.47,23) |
| Radoslav Kutsev | C1 vlakwater (m) | 4e ronde  | tijdkwalificatie: 1.57,56 (7e) 1R: 1.54,31 won van ARM Edgar Babayan (2.06,43) 3R: 1.53,53 won van POL Patryk Sokol (1.56,59) 4R: 1.59,31 verloor van UKR Anatolii Melnyk (1.48,36)                   |

### Taekwondo
| Olympiër           | Discipline    | Resultaat | Prestatie                               |
| ------------------ | ------------- | --------- | --------------------------------------- |
| Sabuhi Ismayilzada | tot 73 kg (m) | 1e ronde  | 1R: verloor van SUR Tosh van Dijk (6-7) |

### Worstelen
| Olympiër           | Discipline                    | Resultaat | Prestatie |
| ------------------ | ----------------------------- | --------- | --- |
| Murad Bazarov      | grieks-romeins, tot 42 kg (m) | Goud      | groep A (1e) 3-0 UKR Oleksiy Zhabskyy 3-0 ECU Henry Pilay 1e/2e plaats 3-0 CUB Yosvanys Pena Flores                                                |
| Elman Mukhtarov    | grieks-romeins, tot 50 kg (m) | Goud      | groep A (1e) 3-0 BLR Andrej Pikuza 3-1 CUB Johan Rodriguez Banguela 1e/2e plaats 3-0 UZB Nurbek Hakkulov                                           |
| Kanan Guluyev      | vrije stijl, tot 54 kg (m)    | Zilver    | groep A (1e) 3-1 COL Yerzon Hernandez 4-0 SIN Kester Chun Yue Leung 4-0 AUS Jayden Lawrence 1e/2e plaats 0-3 JPN Yuki Takahashi                    |
| Ali Magomedabirov  | vrije stijl, tot 100 kg (m)   | Goud      | groep A (1e) 3-1 MGL Oyunbold Enkhtugs 3-0 GEO Geno Petriashvili 4-0 ASA Manuolefoaga Sualevai 1e/2e plaats 3-0 CUB Abraham de Jesus Conyedo Ruano |
|                    |                               |           | |
| Patimat Bagomedova | vrije stijl, tot 52 kg (v)    | Goud      | groep B (1e) 3-0 ALG Sabrina Azzouz 4-0 UZB Nilufar Gadaeva 4-0 GUM Arianna Eustaquio 1e/2e plaats 3-1 CHN Yuan Yuan                               |

Afghanistan · Albanië · Algerije · Amerikaanse Maagdeneilanden · Amerikaans-Samoa · Andorra · Angola · Antigua en Barbuda · Argentinië · Armenië · Aruba · Australië · Azerbeidzjan · Bahama's · Bahrein · Bangladesh · Barbados · België · Belize · Benin · Bermuda · Bhutan · Bolivia · Bosnië en Herzegovina · Botswana · Brazilië · Britse Maagdeneilanden · Brunei · Bulgarije · Burkina Faso · Burundi · Cambodja · Canada · Centraal-Afrikaanse Republiek · Chili · China · Chinees Taipei · Colombia · Comoren · Congo-Brazzaville · Congo-Kinshasa · Cookeilanden · Costa Rica · Cuba · Cyprus · Denemarken · Djibouti · Dominica · Dominicaanse Republiek · Duitsland · Ecuador · Egypte · El Salvador · Equatoriaal-Guinea · Eritrea · Estland · Ethiopië · Fiji · Filipijnen · Finland · Frankrijk · Gabon · Gambia · Georgië · Ghana · Grenada · Griekenland · Groot-Brittannië · Guam · Guatemala · Guinee · Guinee‑Bissau · Guyana · Haïti · Honduras · Hongarije · Hongkong · Ierland · IJsland · India · Indonesië · Irak · Iran · Israël · Italië · Ivoorkust · Jamaica · Japan · Jemen · Jordanië · Kaaimaneilanden · Kaapverdië · Kameroen · Kazachstan · Kenia · Kirgizië · Kiribati · Koeweit · Kroatië · Laos · Lesotho · Letland · Libanon · Liberia · Libië · Liechtenstein · Litouwen · Luxemburg · Macedonië · Madagaskar · Malawi · Malediven · Maleisië · Mali · Malta · Marshalleilanden · Marokko · Mauritanië · Mauritius · Mexico · Micronesië · Moldavië · Monaco · Mongolië · Montenegro · Mozambique · Myanmar · Namibië · Nauru · Nederland · Nederlandse Antillen · Nepal · Nicaragua · Nieuw-Zeeland · Niger · Nigeria · Noord-Korea · Noorwegen · Oeganda · Oekraïne · Oezbekistan · Oman · Oostenrijk · Oost‑Timor · Pakistan · Palau · Palestina · Panama · Papoea-Nieuw-Guinea · Paraguay · Peru · Polen · Portugal · Puerto Rico · Qatar · Roemenië · Rusland · Rwanda · Saint Kitts en Nevis · Saint Lucia · Saint Vincent en Grenadines · Salomonseilanden · Samoa · San Marino · Sao Tomé en Principe · Saoedi-Arabië · Senegal · Servië · Seychellen · Sierra Leone · Singapore · Slovenië · Slowakije · Soedan · Somalië · Spanje · Sri Lanka · Suriname · Swaziland · Syrië · Tadzjikistan · Tanzania · Thailand · Togo · Tonga · Trinidad en Tobago · Tsjaad · Tsjechië · Tunesië · Turkije · Turkmenistan · Tuvalu · Uruguay · Vanuatu · Venezuela · Verenigde Arabische Emiraten · Verenigde Staten · Vietnam · Wit-Rusland · Zambia · Zimbabwe · Zuid-Afrika · Zuid-Korea · Zweden · Zwitserland